# Seututie 435
Pour les articles homonymes, voir Route 435.
La route régionale 435 (finnois : Seututie 435) est une route régionale allant de Kallislahti à Savonlinna jusqu'à Siikakoski à   Sulkava en Finlande,.

## Présentation
La seututie 435 est une route régionale de Savonie du Sud.

## Parcours
- Kallislahti
- Pihlajalahti
- Nuutila
- Iitlahti
- Kesämäki
- Pieksuu
- Pieksänlahti
- Sairalanmäki